# دوري قبرص الشمالية لكرة القدم
دوري قبرص الشمالية لكرة القدم هو الدوري الوطني لكرة القدم في قبرص الشمالية .البطل الحالي هو نادي شتينكايا تورك.